# Cratere Damkina
Damkina è un cratere sulla superficie di Ganimede.